# 박희정 (미스코리아)
박희정(1982년 5월 14일 ~ )은 2006년 제50회 미스코리아 미(美)다. 2012년 결혼하였다.

## 프로필
- 출생 : 1982년 5월 14일(42세)
- 신체 : 169cm, 48kg, 34-24-34
- 학력 : 서강대학교 영미어문학과
- 수상 : 2006년 제50회 미스코리아 미(美), 2006년 미스코리아 부산 선(善)
- 경력 : 2007년 진짜 갔다 왔어요?(미스코리아 에베레스트 산행 이야기) 출간
- 취미 : 승마, 알공예, 독서, 공연관람
- 특기 : 볼링, X-sports

## 같이 보기
- 미스코리아
- 미스코리아 부산